# Krasowa
Krasowa is een dorp in de Poolse woiwodschap Opole. De plaats maakt deel uit van de gemeente Leśnica.